# Lunar Park

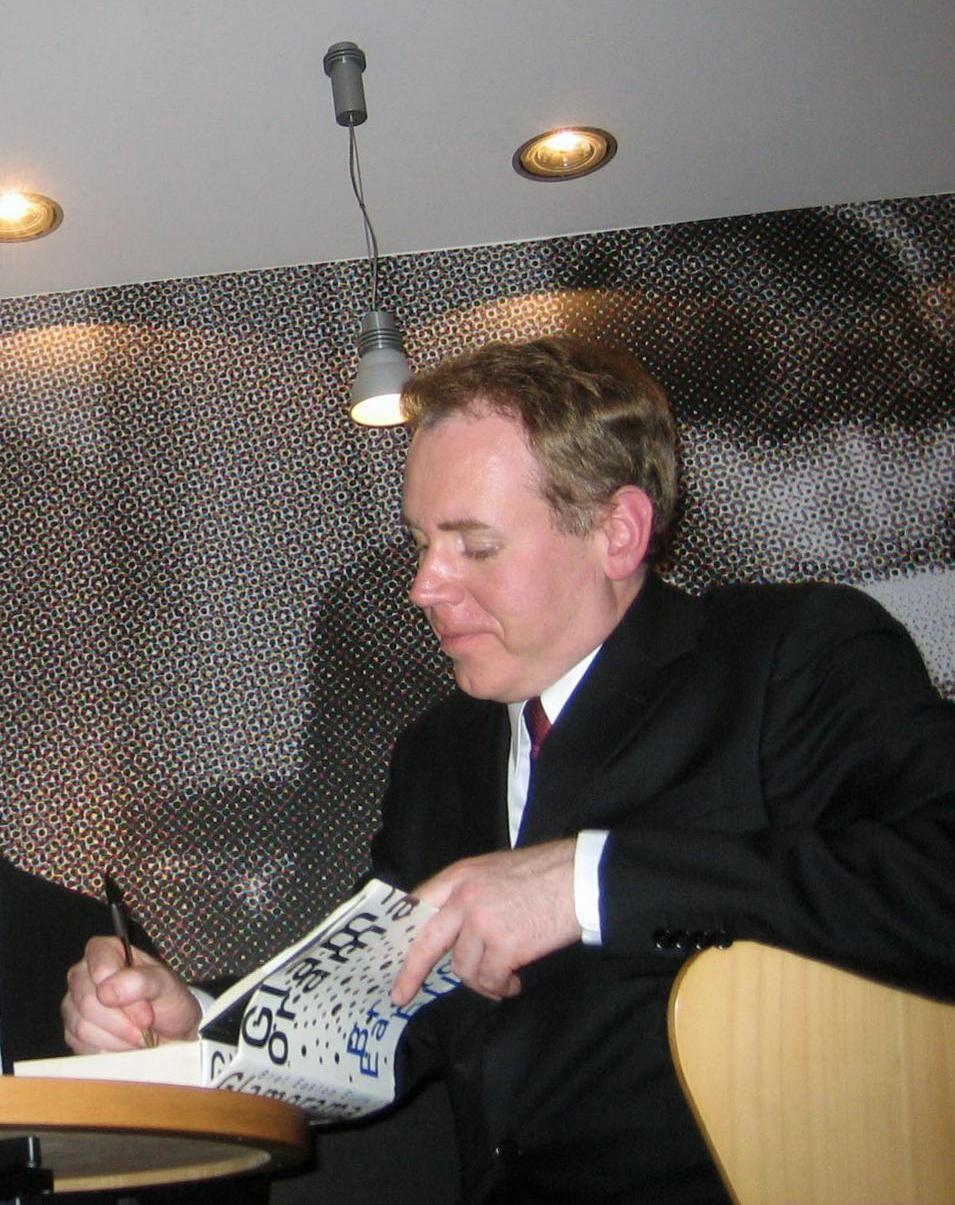
Bret Easton Ellis a Milano nel 2005, mentre firma degli autografi

Lunar Park è un romanzo di Bret Easton Ellis.
Lo scrittore californiano, sei anni dopo Glamorama, pubblica un libro pseudo autobiografico che parla dei difficili rapporti tra padri e figli, ma che si sviluppa in una storia horror, con tanto di fantasmi e avvenimenti soprannaturali. Il personaggio principale del romanzo si chiama come il suo autore, Bret Easton Ellis e di professione fa lo scrittore.
È da questo sottile trucco letterario che la storia si dipana fra elementi autobiografici e innesti di vera e propria fiction, creando così un'illusione ottica nel lettore dove storie e personaggi reali si miscelano al racconto romanzato. Il personaggio e lo scrittore si fondono in un pericoloso gioco di ruolo, scambiandosi esperienze passate e storie inventate, dove si incontrano persone reali e personaggi frutto della fantasia dell'autore.
In Lunar Park tutto è vero e tutto è falso: Keanu Reeves, Robert Downey Jr., David Duchovny, Jay McInerney, il padre del protagonista Robert Martin Ellis, vengono inseriti ad interagire con un insieme di personaggi fittizi, come la bellissima moglie Jayne Dennis, il pupazzo Terby che prende vita, Patrick Bateman (uscito da American Psycho, terzo romanzo dello scrittore) e molti altri.
Ellis dedica Lunar Park al suo amante Michael Wade Kaplan, deceduto nel 2004, e a suo padre Robert Ellis, morto nel 1992.

## Personaggi
- Bret Easton Ellis, scrittore di romanzi di successo, è sposato da tre mesi con la bella attrice Jayne Dennis, ma con la quale è già in crisi. Sta lavorando ad un nuovo romanzo, Figa minorenne, e una volta a settimana tiene lezioni di scrittura creativa nel college locale.
- Jayne Dennis, attrice di successo e moglie di Bret. Il personaggio è fittizio, così come lo sono altri protagonisti e luoghi che appaiono nel romanzo. Durante la campagna pubblicitaria che accompagnò l'uscita del romanzo, fu creato un sito web dedicato alla Dennis con tanto di immagini e filmografia, ovviamente ritoccate.
- Robert Martin Ellis Sr., padre violento di Bret
- Robert Ellis Jr. (Robby), figlio undicenne, silenzioso e introverso di Bret e Jayne.
- Sarah, figlia di Jayne di sei anni, nata da un'altra relazione.
- Aimee Light, alunna e pseudo amante di Bret, sta svolgendo una tesi di laurea sull'opera di Ellis.
- Patrick Bateman, serial killer che prende vita dal romanzo American Psycho
- Terby, pupazzo-corvo di Sarah che si anima, aggredendo i personaggi. È ispirato sia al noto pupazzo Furby, sia ad un pupazzo che la sorella maggiore usò per scrivere un racconto per spaventare Ellis quando aveva 7 o 8 anni.

## Trama
La storia inizia con la presa di coscienza del protagonista dei suoi primi quaranta anni di vita, del successo dei suoi libri e del fallimento della sua vita che affoga lentamente e inesorabilmente in un oceano di eccessi e degradazioni causati dalla droga e dall'alcool. Bret Easton Ellis decide così di cambiare vita sposando un'attrice famosa, da sempre innamorata di lui e dalla quale ha avuto un figlio inizialmente non riconosciuto. La coppia si trasferisce in un elegante sobborgo del New England e vive in una casa lussuosa; lui ha una cattedra di scrittura creativa al college, Jayne è in attesa di girare un nuovo film, Robby e Sarah, la figlia di lei, frequentano scuole esclusive. Una vita agiata e tranquilla, fino a quando alcuni avvenimenti fanno scoprire l'orrore della normalità. Il protagonista si ritrova in un caleidoscopio di avventure sempre più orrende, che lo portano ad affrontare realmente tutti i fantasmi del passato venuti ad incarnarsi per chiedere giustizia e riscatto.

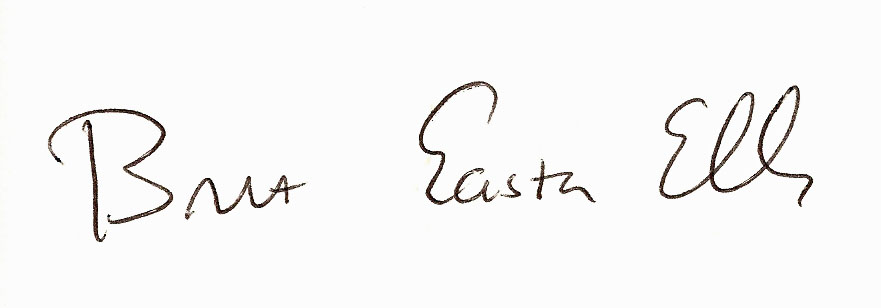
Firma dello scrittore Bret Easton Ellis

## Struttura
Il romanzo è suddiviso in 30 capitoli, più un capitolo conclusivo intitolato La fine. Il capitolo d'apertura funge da vera e propria premessa, e, intitolato Gli inizi, questo narra il passato (o presunto tale) di Ellis. È dunque una sorta di resoconto, in cui Ellis narra le vicende che lo hanno portato al successo, dall'esordio di Meno di zero, per concludersi con il confusionario e sballato tour mondiale di Glamorama. Insieme alla carriera Ellis narra ciò che accadeva nella sua vita in quegli anni, i suoi incontri, le polemiche intorno ai suoi romanzi, e fondamentale, il complicato rapporto con suo padre che gli sarà d'ispirazione per le sue opere.
Il romanzo vero e proprio inizia al secondo capitolo, intitolato La festa. In casa Ellis sta per svolgersi una monumentale festa di Halloween, occasione per introdurre i principali personaggi di Lunar Park, tra cui anche il surreale e inquietante Terby e soprattutto, un uomo sconosciuto che veste i panni del serial killer Patrick Bateman.
A differenza di American Psycho, la narrazione di Lunar Park segue una successione lineare del tempo. La storia, infatti, si svolge in un lasso di tempo di 12 giorni, per la precisione da giovedì 30 ottobre a lunedì 10 novembre, ed è facilmente presumibile che tali giorni cadano nel 2004.

## Stile e contenuti
Lo stile dello scrittore statunitense è chiaro, immediato, rivolto potenzialmente ad una ampia fascia di lettori. Ellis predilige frasi brevi, spezzate ed ha un linguaggio pop, ma che al contempo richiama alti riferimenti culturali extra-letterari.
Già come per American Psycho, anche in Lunar Park ricorrono degli elementi quasi in modo ossessivo, come ad esempio l'angoscia che il protagonista prova nel leggere sui quotidiani le frequenti scomparse dei bambini nel quartiere nel quale vive con la famiglia.
Il mondo di Lunar Park è sostanzialmente diviso in due: da una parte c'è il mondo di Ellis, dall'altra il mondo che contiene tutti gli altri. Ad accentuare la divisione, su un piano concreto, è la tendenza del protagonista per droga ed alcol che rende, agli occhi degli altri, ciò che dice e fa incomprensibile e fuori dagli schemi, creando un'inevitabile alienazione del protagonista. Per via di tali vizi, anche il lettore viene fuorviato sulla veridicità dei fatti, mantenendo su un piano ambiguo tutta la narrazione, espediente non nuovo per lo scrittore statunitense. Essendo un romanzo dal sapore horror, l'ambiguità utilizzata da Ellis fonde i piani di realtà, ossia, ci si chiede se i bizzarri e talvolta inquietanti accadimenti di Lunar Park siano parte di una realtà sovrannaturale esistente, o se piuttosto si tratti delle fantasie di un uomo consumato da droghe e alcol.
Va da sé che se il protagonista vive una sorta di isolamento dovuto ai suoi comportamenti, uno dei temi presenti nel romanzo è la solitudine. Questa solitudine non è mai di tipo fisico, poiché il protagonista è circondato dalla famiglia, dai vicini, da conoscenti ed amici, dall'amante, ma con i quali non si crea una rete di comunicazione concreta e soddisfacente, cosa che invece avviene per tutti gli altri personaggi, principali o minori che siano.
Se sul piano della narrazione il protagonista non viene mai preso sul serio per via del suo stile di vita, sul piano più prettamente simbolico il tema cruciale è quello dell'incomunicabilità della nostra epoca e dell'incapacità di capire e aiutare l'altro.

## Edizioni
- Bret Easton Ellis, Lunar Park, traduzione di Giuseppe Culicchia, Einaudi, Torino, 2005. ISBN 8806176366